# Galapa (Kolumbien)
Galapa ist eine Gemeinde (municipio) im Departamento Atlántico in Kolumbien. Galapa ist Teil der Metropolregion Barranquilla, der Metropolregion von Barranquilla.

## Geographie
Galapa liegt in der Subregion Norte in Atlántico auf einer Höhe von 83 m ü. NN, 8 km von Barranquilla entfernt und hat eine Jahresdurchschnittstemperatur von 28 °C. Galapa liegt in der Nähe der Karibik und das Gelände der Gemeinde ist größtenteils flach mit nur kleineren Erhebungen. Die Gemeinde grenzt im Nordosten an Barranquilla, im Osten an Soledad, im Südosten an Malambo, im Süden an Baranoa und im Westen an Tubará.

## Bevölkerung
Die Gemeinde Galapa hat 69.045 Einwohner, von denen 64.088 im städtischen Teil (cabecera municipal) der Gemeinde leben. In der Metropolregion Barranquilla leben insgesamt 2.265.674 Menschen (Stand: 2022).

## Geschichte
Galapa ist einer der ältesten Orte Atlánticos. Er existierte schon vor der Ankunft der Spanier als eine indigene Siedlung. Der Name Galapa geht auf einen indigenen Kaziken zurück. Ab 1600 wurde das Gebiet von den Spaniern im Encomienda-System ausgebeutet. Seit 1873 hat Galapa den Status einer Gemeinde.

## Wirtschaft
Die wichtigsten Wirtschaftszweige von Galapa sind die Landwirtschaft und die Rinderproduktion. Zudem gibt es Kunsthandwerk.